# Биск (блюдо)
Биск (от фр. bisque) — блюдо французской кухни, крем-суп, главный ингредиент которого — панцири ракообразных. История блюда насчитывает несколько столетий; несколько сотен лет назад, до середины XVII века оно готовилось на основе мяса дикой птицы (перепелов, реже – голубей). Из Франции биск распространился по всему миру, сейчас он особенно популярен в США.
Термином «биск» иногда также называют овощные и грибные супы-пюре.

## Название
Существует популярное, но ошибочное мнение, что название блюда происходит от Бискайского залива. В действительности оно имеет отношение к французскому bis cuites («приготовленный дважды»): речь идёт о том, что в классическом рецепте сначала готовятся панцири ракообразных, а уже потом, в полученном бульоне — их мясо.

## Ингредиенты
Главный ингредиент блюда — ракообразные (обязательно — панцири, в большинстве случаев — и мясо); также в рецептуру входят сливки, а также лук, чеснок, сельдерей. Из ракообразных могут быть использованы раки, креветки, лангустины, омары, крабы и др. Кроме того, используются бульон (рыбный, реже куриный) и белое вино. В ряде рецептов предусмотрено добавление риса.

## Приготовление
Овощи пассеруются в толстостенной кастрюле, затем к ним добавляются бульон и приправы. Ракообразные готовятся раздельно: быстро обвариваются, после чего панцирь снимается и его варят, жарят или даже запекают. На разных стадиях приготовления (в зависимости от рецептуры) применяется блендирование. Сливки добавляются на последней стадии готовки.

## Подача
Традиционно биск подается в чашке с двумя ручками на блюдце. Допускается также подача в кружке. На практике (за пределами Франции) это правило соблюдается далеко не всегда.